# Hausleitnerwald
Hausleitnerwald (auch Hausleitner Wald) ist eine unbewohnte Katastralgemeinde der Gemeinde Neudorf im Weinviertel im Bezirk Mistelbach in Niederösterreich.
Das Katastralgemeinde Hausleitnerwald mit dem Waldgebiet Hausleitner Wald befindet sich am nordöstlichen Rand der Gemeinde, an der Grenze zur Gemeinde Falkenstein.
Im Heimatbuch Mistelbach wird in einer Sage ein Dorf im Wald genannt, das zwischen Kirchstetten und Falkenstein gelegen haben soll und damit im Hausleitnerwald zu suchen wäre. Vor deren Vereinigung mit Neudorf gehörte die Katastralgemeinde zur Gemeinde Kirchstetten.